# Ross Marquand
Ross Marquand (Fort Collins, 22 augustus 1981) is een Amerikaans acteur op zowel televisie, film en in het theater.

## Carrière
Ross Marquand haalde zijn BFA in theater aan de Universiteit van Colorado in Boulder. Kort daarna verhuisde hij naar Los Angeles, waar hij al snel de aandacht trok in verschillende films en televisie projecten, waarna hij uiteindelijk doorbrak als Aaron in The Walking Dead.
Naast het vele werk voor de camera is Marquand ook een ervaren stemacteur. Hij heeft zijn stem uitgeleend voor talloze producties, zoals: Phineas en Ferb, Conan, en de videogame Battlefield Hardline. Maar hij is vooral bekend door het zo goed nadoen van beroemdheden, zoals: Harrison Ford, Brad Pitt en Matthew McConaughey. Deze expertise heeft ervoor gezorgd dat hij een hoofd- en producerende rol heeft gekregen in Impress Me.